# Evangelisk
Evangelisk betecknar kristna kyrkor och rörelser som betonar evangeliet, det vill säga Jesu "glada budskap", i synnerhet Nya testamentets försoningslära. Begreppet används ofta som självbeteckning av protestantiska samfund i Norden, såväl folkkyrkor som samtliga frikyrkor, bland annat i uttrycket evangelisk-lutherska kyrkor, vilket bland annat Svenska kyrkan kallar sig. Evangelisk är också ett uttryck för att man bygger sin lära på evangeliet i dess vidsträcktare mening, det vill säga Bibeln i sin helhet, till skillnad från den romersk-katolska kyrkan som i högre grad också erkänner traditionen som normerande.
Ordet är särskilt vanligt på tyskspråkigt håll, där betydelsen vanligen innefattar reformerta (jämför Tysklands evangeliska kyrka), och i Norden där den lutherska såväl som frikyrkliga kopplingen varit mer framträdande. Dock används det i Norden också av kyrkor och rörelser som har svag förankring i luthersk teologi, till exempel Evangeliska Frikyrkan. Av en del anses det vara att föredra framför det möjligen mera kontroversiella "protestantisk".
På senare tid[när?] har ordet evangelikal (med samma betydelse som engelskans evangelical) etablerat sig i bland annat det svenska språket. Evangeliska Frikyrkan (EFK) och nätverket Svenska Evangeliska Alliansen bekänner sig till evangelikalismen. Evangelikal beskriver en frikyrklig radikal Jesuscentrerad väckelseteologi med fokus på personlig omvändelse, bibeltrogenhet och helgelselära som inte erkänner Luthers skrifter som normerande, och i än mindre grad än lutherdomen erkänner kyrkofäderna och traditionen som normbärande. Uttrycket särskiljer denna teologi – såsom del av en betydande strömning i framför allt den anglosaxiska världen – från mer konfessionellt betonad lutherdom respektive reformert teologi, liksom från nyevangelisk teologi, folkkyrkoteologi och liberalteologi.

## Tidsdiagram över evangeliska riktningar och rörelser
Följande tidsdiagram visar protestantismens huvudsakliga förgreningar och rörelser. Antitrinitarisk kristendom såsom Stone-Campbells reformationsrörelse saknas i diagrammet.